# Virginia Balistrieri
Virginia Balistrieri (15 de enero de 1888-7 de diciembre de 1960) fue una actriz teatral y cinematográfica de nacionalidad italiana.

## Biografía
Nacida en Trapani, Italia, se inició en el cine mudo actuando junto a Giovanni Grasso bajo la dirección de Nino Martoglio. En 1914 protagonizó el film Sperduti nel buio, considerado como un precursor del neorrealismo italiano.
En los años posteriores a la Segunda Guerra Mundial, trabajó como actriz de carácter, pudiendo ser vista en producciones tales como el film de 1950 de temática religiosa Margherita da Cortona.
A lo largo de su trayectoria en el cine tuvo la oportunidad de actuar junto a actores como Umberto Spadaro, Vittorio De Sica, Virna Lisi, Amedeo Nazzari, Nino Taranto, Anthony Quinn y Vittorio Gassman.
Virginia balistrieri falleció en Roma, Italia, en 1960. Había estado casada con el actor Giovanni Grasso. Su hermana era Desdemona Balistrieri, también actriz, y esposa de Angelo Musco.

## Filmografía
- Il mondo dei Miracoli, de Luigi Capuano (1958)
- Onore e sangue, de Luigi Capuano (1957)
- Ascoltami, de Carlo Campogalliani (1957)
- Marruzzella, de Luigi Capuano (1956)
- C'era una volta Angelo Musco, de Giorgio Walter Chili (documental, 1953)
- Anni facili, de Luigi Zampa (1953)
- Auguri e figli maschi, de Giorgio Simonelli (1951)
- Lo sparviero del Nilo, de Giacomo Gentilomo (1950)
- Margherita da Cortona, de Mario Bonnard (1950)
- Benvenuto reverendo!, de Aldo Fabrizi (1950)
- I fuorilegge, de Aldo Vergano (1949)
- Sono io l'assassino, de Roberto Bianchi Montero (1947)
- Malia, de Giuseppe Amato (1946)
- Mare, de Mario Baffico (1940)
- Terra di nessuno, de Mario Baffico (1939)
- Cavalleria Rusticana, de Mario Gargiulo (1924)
- Sperduti nel buio, de Nino Martoglio (1914)
- Capitan Blanco, de Nino Martoglio (1914)